# 上海杉达学院
上海杉达学院，简称杉达，是在上海浦东开发开放的背景下，于1992年6月由上海交通大学、北京大学、清华大学部分教授发起创办的全日制民办大学。2002年3月，经国家教育部批准设置为全日制普通本科院校，是上海市第一所本科民办高校。2005年增列为学士学位授予单位。2015年通过教育部本科教学合格评估、2020年通过审核评估。2017年列入上海市新增博士硕士学位授予单位建设规划、2021年列入上海高校学位点培优培育计划（2021-2025）。
“杉达”即为三大之谐音，寓意刚直挺拔、自立自强的杉树精神。杨槱院士、谢希德院士、倪维斗院士先后担纲创校前三任校长。建校31年，学校恪守非营利性公益办学原则，坚持“诚信、公平、质量”的办学理念。学校是财经类院校，定位为建设多科性、国际化、高水平的应用技术大学。学校的愿景是“建设成为长三角地区最具吸引力的民办高校”，使命是“让每一位学生收获适合自己的发展增量”，为学生铺设“1+M+N”（主修专业+拓展领域+实践技能）的培养路径，使学生成为“靠得住、用得上、行得远”的应用型人才。

## 概况
上海杉达学院设有经济学、法学、文学、工学、管理学、艺术学、医学、教育学等8大学科门类，3个专业硕士学位授权点、43个本科专业、1个中外合作办学项目、6个专科专业，建立13个二级教学单位。全日制在校生1.6万余人，其中本科生1.5万余人（占94.3%）。毕业生累计6.8万余人，近五年平均就业率超过95%。现有专任教师960余人，其中高级职称教师占比36%，博士学位教师占比35%。
上海杉达学院是上海市实施现代大学制度建设项目首批试点单位，中国应用技术大学（学院）联盟首批成员单位，全国非营利性民办高校联盟发起及成员单位，教育部数据中国百校工程项目首批试点院校，教育部学校规划建设发展中心卓越创新联盟首批成员。

## 历史
- 1992年6月，由上海交通大学、北京大学、清华大学部分教授发起创办杉达大学，中国科学院院士杨槱任首任校长，当时引起社会广泛关注。[4]
- 1992年8月，学校经上海市高等教育局批准筹办，校名为杉达大学，并于当年秋季面向全国招生。
- 1994年2月，学校经中国国家教育委员会批准正式建校。
- 2002年3月，学校经中国国家教育部批准设置为全日制普通本科院校，确定校名为上海杉达学院，是上海市第一所本科民办高校。
- 2005年8月，学校经上海市学位委员会批准，增列为学士学位授予单位。
- 2012年9月，上海杉达学院建校20周年庆典，市委副书记殷一璀出席并讲话。
- 2013年，上海杉达学院成为中国应用技术大学（学院）联盟首批成员。
- 2013年9月开始，实行“1+3”模式转型，所有新生一年级均在基础部就读，二年级以后在上海金海校区就读，此前部分专业学生无需在嘉善校区就读。[5]
- 2016年，学校获批教育部数据中国百校工程项目试点单位。[6]
- 2024年，开始招收自主培养全日制硕士研究生。[7]

## 文化传统

### 校标
新校标征求稿上对于校标的介绍：外围线形为圆形，是中华民族文化完整意义的形态元素，是中国人崇尚和谐、美好的图腾象征。内圆以一派蓝空间为指引，坚实而毫不掩饰地镌刻着三角形“SD”和她的“1992”，将人工性缺失更引向自然、丰满；外圆，白色天光照亮了“上海杉达学院”约定俗成的中文行书字体与诠释国际性大学版式的新罗马体中西合璧，清新而夺目；其实，世界上没有真正的圆，圆实际上只是概念性图形的“正无限多边形”，最外层的边圆条线，体现了综合大学的多边形，从三角形为起点，越向形状、面积的无限“正多边形”。
上海杉达学院校标在广泛征求意见的基础上，最后正式校标在上述征求稿的基础上取消了内圆蓝底，改为全部蓝色轮廓和白底。2016年，经五届八次董事会审议通过后启用。

### 校训
勤奋 求是 开拓 创新

## 院系设置

### 校基础部
- 嘉善光彪学院 
上海杉达学院嘉善光彪学院位于嘉善县人民大道505号，占地27公顷（406亩）。是上海杉达学院和嘉善县人民政府合作创办，2002年11月经上海市教育委员会和浙江省教育厅批准建立的上海杉达学院的二级学院，也是上海杉达学院在浙江嘉善的独立校区。[9]嘉善光彪学院（校基础部）实行上海杉达学院和嘉善光彪学院董事会的双重领导。

### 公共课教育
- 公共教育学院
  - 高等数学教研室
  - 体育教研室
  - 大学语文教研室
  - 社会科学部

### 本科二级学院
| - 胜祥商学院 1992年由上海交通大学管理学院罗叔儒、黄国祥教授，北京大学经济管理学院董文俊、陈颖源教授，复旦大学胡庆康教授创立和主持。开设以下本科专业： - 国际经济与贸易 - 国际经济与贸易（中美合作办学） - 金融学 - 金融学（CFA方向） - 会计学 - 会计学（ACCA方向） - 财务管理 - 财务管理（CIMA方向） - 市场营销 - 法学 | - 旅游与酒店管理学院 开设以下本科专业： - 旅游管理 - 酒店管理 - 酒店管理（高级管家方向） | - 管理学院 管理学院在2003年成立。开设以下本科专业： - 工程管理 - 劳动与社会保障 - 行政管理（人力资源管理方向） - 食品质量与安全 |

| - 外语学院 杉达在1994年开设英语专科，1997年开设外贸日语专科，2003年成立外语学院。开设以下本科专业： - 英语 - 日语 - 日语翻译 - 朝鲜语 - 俄语翻译 - 西班牙语 | - 信息科学与技术学院 原计算机学院计算机科学与技术专业和管理学院电子商务、信息管理、信息系统专业合并建成信息科学与技术学院。开设以下本科专业： - 计算机科学与技术 - 计算机科学与技术（数据工程方向） - 软件工程 - 电子商务 - 电子商务（商务数据分析） - 信息管理与信息系统 - 信息管理与信息系统（金融信息系统方向） | - 传媒学院 2014年6月，上海杉达学院与国务院新闻办下属中国互联网新闻中心签署战略合作框架协议，在原有新闻系的基础上创建传媒学院，开设以下本科专业： - 新闻学 - 新闻学（传媒经营方向） - 网络与新媒体 |

| - 国际医学技术学院 2011年9月成立，开设以下本科专业： - 护理学 - 康复治疗学 - 卫生教育学 | - 国际教育学院 2016年成立，开设以下本科专业： - 汉语国际教育 - 小学教育 | - 时尚学院 2011年9月成立，开设以下本科专业： - 市场营销（快时尚营销方向） - 服装与服饰设计（艺术类） |

| - 艺术与设计学院 开设以下艺术类本科专业： - 环境设计 - 视觉传达设计 - 产品设计 - 产品设计（数字设计方向） |

### 专科二级学院
- 沪东工学院 
开设以下专科专业：
  - 机械电子工程
  - 物流管理
  - 机电一体化技术
  - 电气自动化技术
  - 船舶工程技术
  - 集装箱运输管理
  - 智能控制技术

### 其他二级学院
- 上海现代服务外包学院
- 创新与创业学院
- 继续教育学院

## 重点专业
- 国家级特色专业
  - 国际经济与贸易
- 上海市专业综合改革试点项目
  - 金融学
- 上海市本科教育高地建设项目
  - 国际经济与贸易
  - 金融学

## 历任校长
1. 杨槱中国科学院院士 1992年－1997年担任校长
2. 谢希德中国科学院院士 1997年－2000年担任校长
3. 倪维斗中国工程院院士 2000年－2004年担任校长
4. 袁济 2004年－2011年担任校长
5. 李进 2011年－2019担任校长
6. 陈以一 2019年-至今担任校长